# غاريغاس
بلدية غاريغاس (بالإسبانية: Garrigás) هي بلدية تقع في مقاطعة جرندة التابعة لمنطقة كتالونيا شمال شرق إسبانيا.

## الديموغرافيا
بلغ عدد سكان بلدية غاريغاس 386 نسمة عام 2011 (وفقاً للمعهد الوطني الإسباني للإحصاء).
| 319 | 316 | 311 | 332 | 355 | 395 | 386 |